# Гребенников Віктор Степанович
Ві́ктор Степа́нович Гребе́нников (* 23 квітня 1927 — † 10 квітня 2001) — радянський російський ентомолог, агроеколог, спеціаліст з розведення і охорони бджолиних, художник-анімаліст, винахідник, письменник. Заслужений еколог Росії, член Міжнародної асоціації дослідників бджіл і Сибірського екологічного фонду. Створив у Новосибірську Музей агроекології та охорони оточуючого середовища. Піонер створення мікрозаказників для комах і екологічних троп в СРСР.

## Біографія
Віктор Степанович Гребенников народився 23 квітня 1927 року в Сімферополі (нині Україна) в родині самоука механіка-винахідника і дворянки. Світ комах зацікавив Віктора у ранньому дитинстві. Місцем його перших спостережень став великий зелений і квітучий двір, де жили Гребенникови. Ще школярем він віртуозно малював комах, користувався книжками та мікроскопами на кафедрі зоології університету та знайомився з фондовими колекціями Кримського краєзнавчого музею. На місцевій станції захисту рослин він допомагав співробітникам розселяти в плодових садах трихограму для біологічного захисту рослин. Друкувати на машинці він навчився раніше, ніж писати рукою.
Восени 1939 року сім'я переїхала до Ташкента, а згодом — до Ісількуля Омської області. Тут він закінчив середню школу (1944), працював помічником ентомолога на районній малярійній станції.
 В 1947 році «…голодуючи і намагаючись нашкрябати на квиток до Ашхабада для роботи в Астрофізичній лабораторії, де на мене чекали, я в місті Міасі Челябінської області, працюючи діловодом, креслярським пером скопіював декілька талонів на хліб — кожен до 300 грамів, — хліб же збирався продати на квиток. Усю багатотонну перевитрату хліба по місту пред'явили мені, хоча з такою кількістю талонів не впорався б і цех художників». 
За «групове розкрадання державної власності в особливо великих розмірах» В. Гребенникову присудили 20 років таборів. Строк покарання він відбував у таборах Південного Уралу. Після смерті Сталіна В. Гребеннікова у липні 1953 року амністували із повним зняттям судимості.
Після повернення до Ісількуля він працював художником-оформлювачем у Горькому (1953—1955) та Ісількулі, вів у Палаці піонерів гурток образотворчого мистецтва, на базі якого створили художню школу, першу в Західному Сибіру. В. Гребенников став її директором і викладачем. Через заборону малювати з дітьми комах, користуючись, оптичними приборами, через 12 років довелося школу покинути. Гребенников працював на Тернопільській сільськогосподарській дослідній станції як спеціаліст у розведенні джмелів — запилювачів конюшини (1971—1972). Тут Гребенников створив перший в СРСР мікрозаповідник для охорони комах. Але вологий клімат виявився несприятливим для організму ентомолога, виснаженого концтаборами. Тому сім'я переїжджає до Рамоні Воронезької області, до нововідкритого Всесоюзного НДІ захисту рослин. Він створює мікрозаповідник дикої флори і фауни.
Згодом вчений знов повернувся в Ісількуль (1973), а з 1976 року оселився у Новосибірську, у приміському селищі Краснообськ. Він працював молодшим науковим співробітником Сибірського НДІ землеробства і хімізації сільського господарства і очолював школу раннього еколого-естетичного виховання.
10 квітня 2001 року Віктор Степанович Гребенников помер.

### Сім'я[4]
- Батько Степан Іванович Гребенников (1878, Нововасилівка Дніпропетровської області — 1961)
- Мати Ольга Викторівна Гребенникова, уроджена Терська (1890—1944)
- Дружина Тамара Піменівна Гребенникова (? — 1997?)
- Дочка Ольга Вікторівна Старцева, уроджена Гребенникова (нар. 1959)
- Син Сергій Вікторович Гребенников (нар. 1954)
- Зведений брат Анатолій Степанович Гребенников (1924, Сімферополь — 1942, загинув у Чорному морі)

## Наукова діяльність
Основний напрям досліджень В. Гребенникова — вивчення, збереження і практичне використання комах-запилювачів — одиночних бджолиних і джмелів. Вивчаючи бджіл–мегахилід, він обмінювався досвідом із канадським вченим Гордоном Гоббсом і за клопотанням Гребенникова Мінсільгосп СРСР закупив у Канаді кокони цих комах, були збудовані бджолоферми, вчений розробив ефективну методику розведення цих цінних запилювачів люцерни.
Із цими дослідами пов'язане його багаторічна робота зі створення перших у СРСР мікрозаказників. Вдумливий спостерігач, В. Гребенников виявив численні деталі екології і поведінки різних комах. У 1980 році разом з сином він організував у Краснообську Першу Всесоюзну конференцію з приваблювання і розведення диких комах-запилювачів. В 1991 році Гребенникови провели Всеросійський семінар з розведення й використання диких комах-запилювачів. Віктор Степанович брав участь у IX з'їзді Всесоюзного ентомологічного товариства (Київ, 1984), нарадах з охорони природи, бджільництва, розведення комах (Москва, ВДНГ).
Чимало часу віддав В. Гребенников спостереженням за нічним небом за допомогою саморобного телескопа. Його астрономічні знахідки опубліковані у серйозних наукових виданнях.
Маючи «золоті руки», В. Гребенников на 12 своїх винаходів одержав авторські свідоцтва. Не дивно, що його надзвичайно цікавила біоніка — технічні «патенти» комах. У багатьох публікаціях і виступах Віктора Степановича описаний «ефект порожнинних структур» (ЕПС) — утворення особливих хвиль структурами на зразок бджолиних стільників. За його твердженнями, в 1991—1992 роках йому вдалося, використавши особливості будови надкрил жуків, сконструювати особливий апарат «гравітоплан», на якому він піднявся і літав над нічним Новосибірськом. Якісь реальні докази цього невідомі, а «ЕПС» можна, ймовірно, пояснити, не виходячи за межі традиційної фізики.

## Громадська діяльність. Визнання
Численні громадсько-політичні, виробничі та науково-популярні ЗМІ — місцеві, регіональні («Омская правда», «Вечерний Омск», «Советская Сибирь», «Вечерний Новосибирск», «Молодость Сибири», «Уральский следопыт») і всесоюзні («Сельская жизнь», «Техника — молодёжи», «Наука и жизнь», «Вокруг света», «Знание — сила», «Химия и жизнь», «Биология в школе», «Защита растений», «Пчеловодство») охоче публікували його статті й писали про нього. У 1984 році знаний журналіст В. М. Пєсков разом із знімальною групою створив фільм для популярної телепрограми «У світі тварин».
У 1976 році він створив Музей агроекології та охорони природи, де представлені унікальні макропортрети комах, на яких вони збільшені у сотні разів і при виготовленні яких використано не лише папір, туш і фарби, а й метал, скло, пластик. Є в музеї винаходи автора. Це стереоблоки — комплект скляних платівок, який дозволяє роздивитись комах з усіх блоків, а також об'ємні зліпки рослин. Головна окраса музею — сферорама «Цілинний степ», яка створює ілюзію знаходження глядача посеред степового ландшафту.
В районному краєзнавчому музеї є зал, присвячений В. С. Гребеннікову. Йому присвячена сторінка на Новосибірському краєзнавчому порталі.
Виставки його робіт експонувалися на VIII Міжнародному конгресі по захисту рослин (Москва, 1975), а також у Омській, Новосибірській, Кемеровській областях, Ленінграді, Сімферополі.
В. С. Гребенникову присвоєне звання заслуженого еколога Росії.

## Табірні спогади
Окремого визнання заслуговують документальні спогади В. Гребенникова про жахіття сталінських таборів смерті, які він записав і опублікував у супроводі реалістичних власноручних малюнків. В. Гребенников лишив вражаючий історичний документ — звинувачення репресивній радянській системі. Провівши у таборах шість років, він задокументував табірний побут, звичаї і дії «зеків»—однотабірників, наглядачів та начальства у таборах Міаса, Челябінська, Карабаша, Киштима, Увільди та інших місць, де страждали і гинули, переважно, невинні люди, репресовані радянським керівництвом.

## Основні праці
Загалом у доробку вченого понад 150 публікацій, більшість яких є науково-популярними. Найповніший їх перелік див. на.

### Книги
- В стране насекомых. — М.: Колос, 1979. — 168 с.
- Миллион загадок. Изд. 2-е, перераб. и дополн. — Новосибирск: Зап.—Сиб. кн. изд-во,1980, 168 с.
- Мой удивительный мир. Новосибирск: Зап.—Сиб. кн. изд-во, 1983. — 166 с.
- Шмели — опылители клевера. — М.: Россельхозиздат, 1984. — 62 с.
- Тайны мира насекомых. — Новосибирск: Новосибирское кн. изд-во,1990. — 72 с.
- Письма внуку. Документальный автобиографический роман. Книга первая: Сокровенное. Новосибирск: Сибвнешторгиздат, 1994. — 192 с.
- Письма внуку. Документальный автобиографический роман. Книга вторая: Ночь в Емонтаеве. — Новосибирск: Сибвнешторгиздат, 1994. — 178 с.
- Мой мир. Новосибирск: Советская Сибирь, 1998. — 319 с.

### Астрономія
- Радиант метеорного потока Лирид. Астрономич. циркуляр АН СССР, 1946, № 56, с. З (о метеорах, наблюденных в телескоп).
- Наблюдения полярного сияния 25–26 марта 1946 года \\ Бюллетень Всес. Астрономо-Геодезич. общества АН СССР. — М.-Л., 1948, № 4(11), с. 25–26.
- Электрофонные болиды Сибири, Урала и Дальнего Востока. В кн.: Метеоритные исследования в Сибири. Новосибирск: Наука, 1984, с. 191—203.
- Реакция общественных и колониальных насекомых на солнечное затмение 31 июля 1981 года. В кн.: Результаты наблюдений солнечного затмения 31 июля 1981 г. Изд.: Всес. Астрономо-Геодезич. о-во АН СССР. М., 1986, с. 112—119. [У співавт. з Гребенниковым С. В. и Долговым Л. А.]

### Музеєзнавство
- Несложный метод массового сбора членистоногих // Защита растений, 1975, № 1, с. 50
- Как изготовить коллекцию ботанических слепков // Бюллетень Главного ботанического сада АН СССР, 1975, вып.98, с. 87–89.
- Стереоскопические рисунки вредных объектов // Защита растений. 1975, № 8, с.55
- Способом стереоскопических интерпретаций //Изобретатель и рационализатор, 1975, № 8, с. 26–27
- Степь рукотворная. Уральский следопыт. 1986, № 6, с. 66–69 [о сферораме].